# Olga Peczenko-Srzednicka

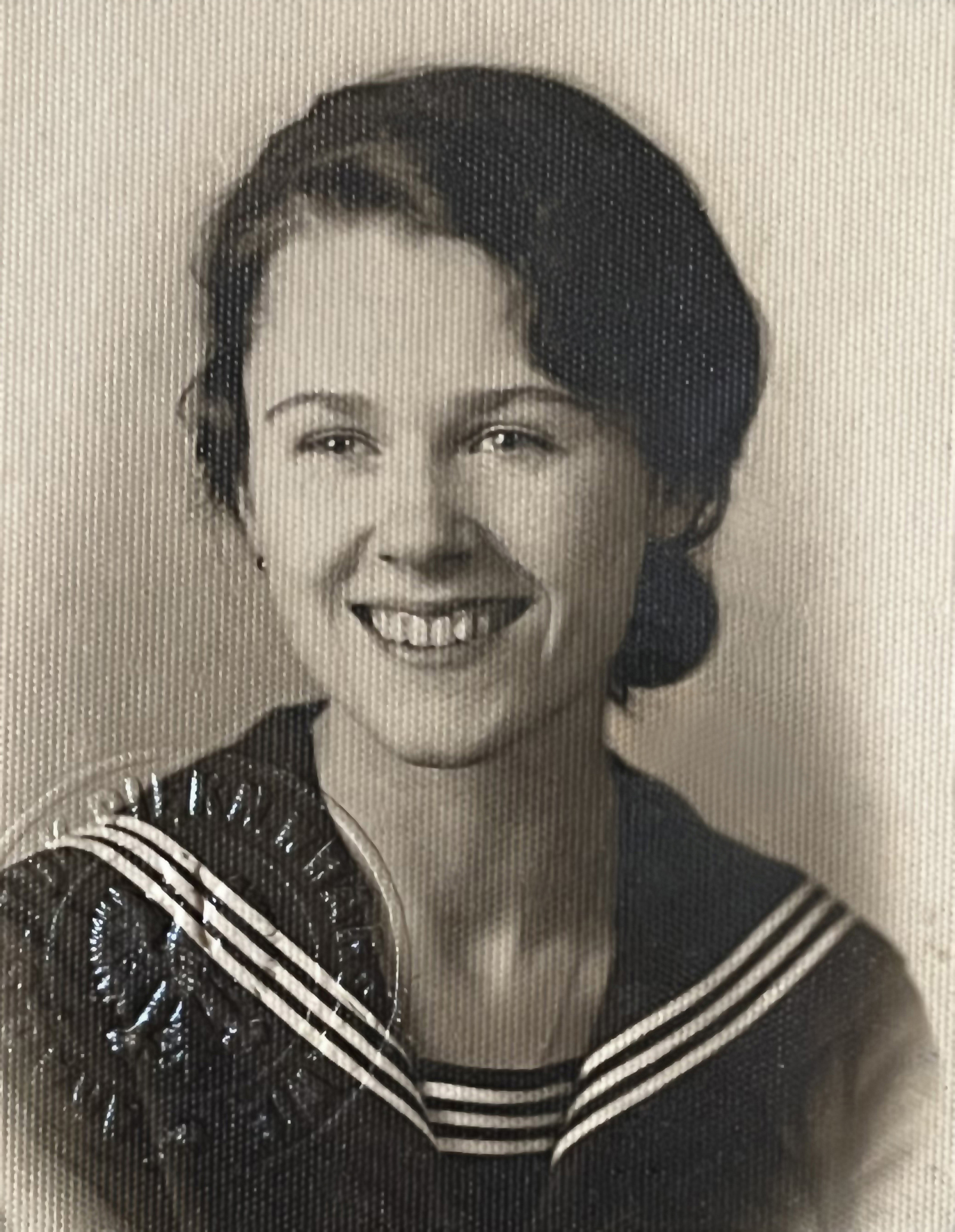
Olga Peczenko (w roku matury - 1937)

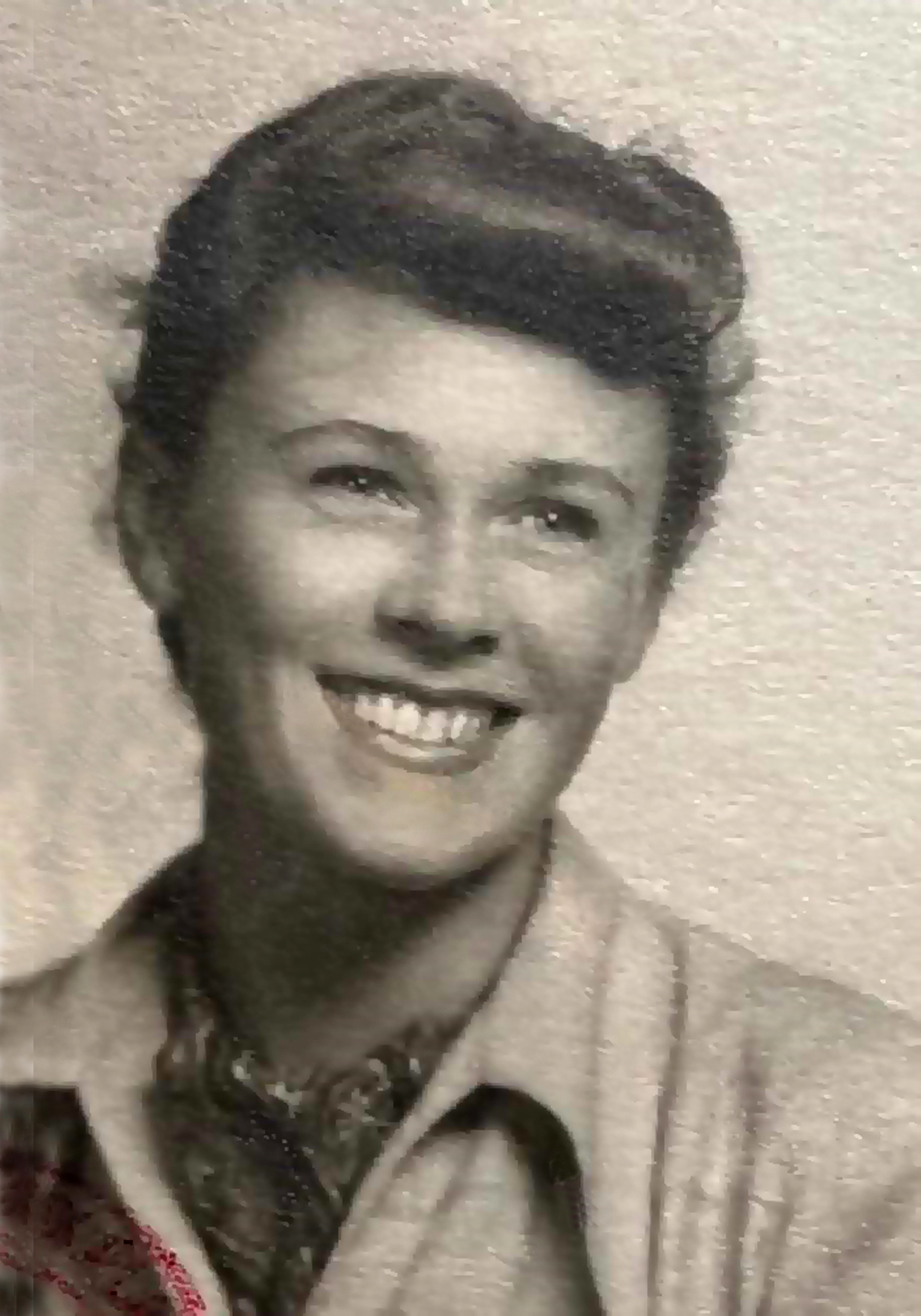
Olga Peczenko-Srzednicka (w roku 1953)

Olga Peczenko-Srzednicka (ur. 22 maja 1918 w Wilnie, zm. 3 maja 1975 w Krakowie) – polska graficzka, tworząca głównie w technice litografii i drzeworytu

## Życiorys
Urodziła się w Wilnie i tam rozpoczęła pobieranie nauki w zakresie szkoły podstawowej w "Liceum francuskim" dr Natalii Szydłowskiej. W 1928 r. przeniosła się wraz z rodzicami do  Neuchâtel (Szwajcaria) gdzie ukończyła naukę w tym zakresie w "l'école primaire" kontynuując ją w zakresie średnim w "l'école secondaire", którą – po powrocie z rodzicami do kraju w 1932 – ukończyła w Warszawie w Prywatnym Żeńskim Gimnazjum i Liceum Julii z Jankowskich Statkowskiej egzaminem dojrzałości w 1937 r. W tym samym roku rozpoczęła studia w tamtejszej Akademii Sztuk Pięknych, które zostały przerwane wybuchem II wojny światowej. Po jej zakończeniu kontynuowała je w Katedrze Grafiki Artystycznej na Akademii Sztuk Pięknych im. Jana Matejki w Krakowie, gdzie uzyskała dyplom z odznaczeniem w 1953 w Pracowni Litografii u prof. Konrada Srzednickiego (za którego wyszła za mąż). Członkini Związku Polskich Artystów Plastyków.

## Działalność artystyczna
Pracowała głównie w technice litografii i drzeworytu. Jej kompozycje charakteryzują się uproszczeniem formy, przedstawiając przedmioty, postaci sprowadzone często do geometrycznych kształtów lub przedstawione ekspresyjną linią. Jej prace znajdują się w kolekcjach: Muzeum Sztuki Współczesnej w Skopju (MSU), Zachęty Narodowej Galerii Sztuki, Muzeum Narodowym w Krakowie, Muzeum Narodowym w Lublinie, Węgierskim Muzeum Narodowym oraz w kolekcjach prywatnych.

## Życie prywatne

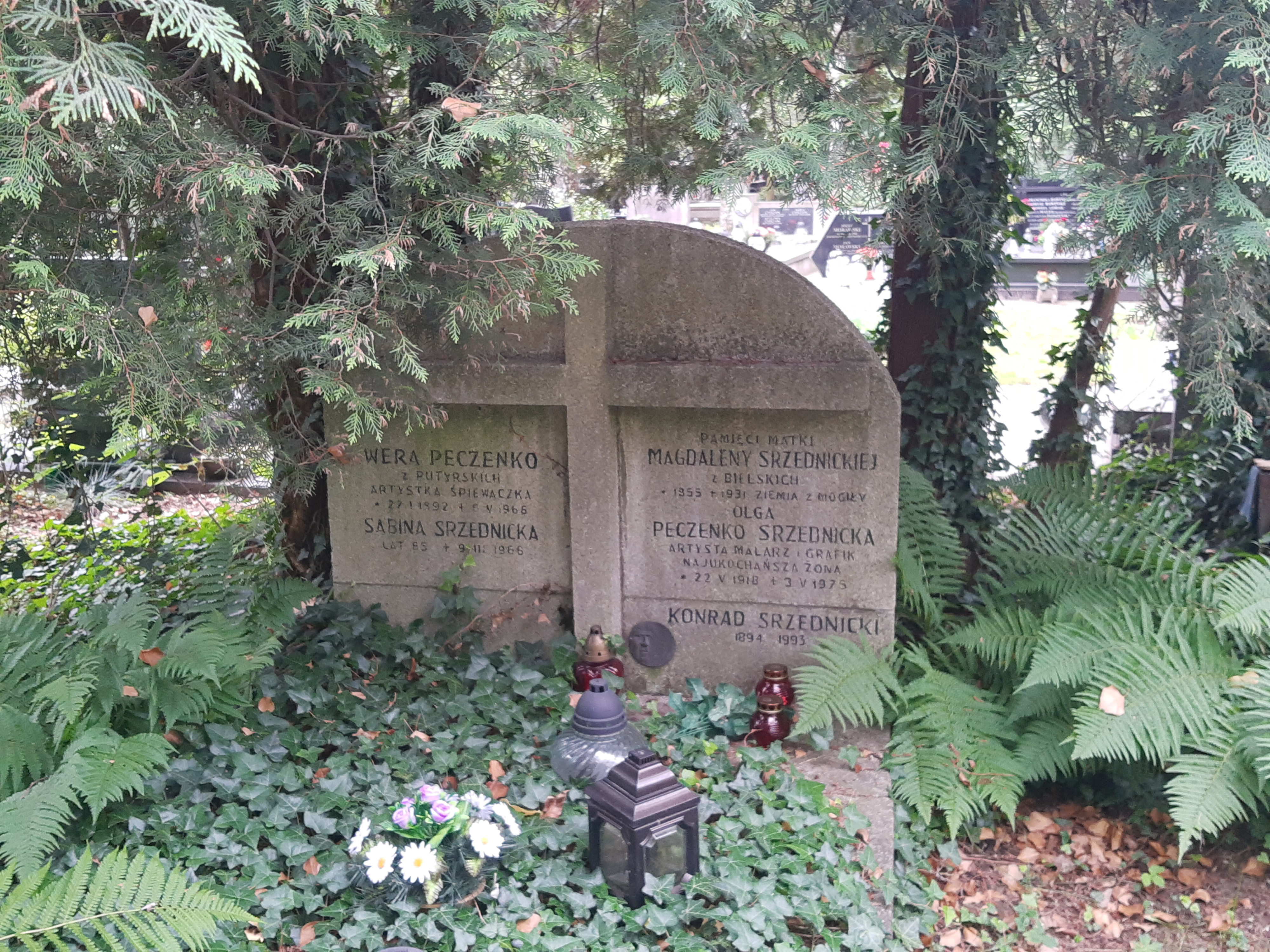
Grób Konrada Srzednickiego i Olgi Peczenko-Srzednickiej na Prądniku Czerwonym

Jej rodzicami byli Mikołaj (inżynier) i Wiera z d. Putyrska (artystka śpiewaczka – ur. 1892, zm. 1966 w Krakowie). W dniu 10 września 1954 poślubiła Konrada Srzednickiego. Nie pozostawili potomstwa.
Obydwoje m.in. spoczywają w grobie rodzinnym na cmentarzu na Prądniku Czerwonym w Krakowie (Kwatera: PAS A8, Rząd: III, Miejsce: 6).